# 550 v.Chr.
Het jaar 550 v.Chr. is een jaartal volgens de christelijke jaartelling.

## Gebeurtenissen

### Perzië
- Cyrus II de Grote verslaat Astyages, koning der Meden op de hoogvlakte van Murghab.
- Cyrus II verovert de Medische hoofdstad Ecbatana en de koninklijke schatten worden afgevoerd.
- De Medische samenleving, de bureaucratie van ambtenaren, het leger en de adel worden door Cyrus II intact gelaten.

### Griekenland
- Thales van Milete, vader der wetenschap en wijsbegeerte wordt erkend als filosoof.
- In Griekenland heersen de tirannen: Periander in Korinthe, Polycrates op Samos, Pisistratus en Hippias in Athene, nadat Solon als archont in 594/3 de grondslag voor de democratie heeft gelegd.
- Pisistratus wordt wederom verdreven uit Athene.
- De Ionische Grieken in Efeze beginnen met de bouw van de tempel van Artemis.
- Vorming van de Peloponnesische Bond onder Sparta.
- De Thraciërs verwoesten de stadstaat Abdera.
- De eerste toneelstukken worden opgevoerd.
- De eerste gouden en zilveren munten worden geslagen, in opdracht van Croesus van Lydië.

### Italië
- Rome onder Etruskische heerschappij; urbanisering door Etruskische vorsten, vereniging van de zeven nederzettingen (bergburchten) tot Septimontium.
- Theron I volgt Telemachus op als machthebber van Akragas het huidige Agrigento (stad).

## Overleden
- Astyages, koning van Medië
- Arganthonios, koning van Tartessos